# Чоловік, жінка і голод
«Чоловік, жінка і голод» (ісп. El hombre, la hembra y el hambre) — роман кубинської письменниці Даїни Чав'яно, за який вона здобула премію «Азорін» у 1998 році. Вперше роман опублікувало видавництво «Планета» того ж року, це перша літературна робота універсального масштабу, яка зображує світ «джинетер» (повій), котрий виник на цьому острові в 1980-х. Після його публікації почали з'являтися й інші роботи на подібну тематику, але жодна з них не мала такої популярності.

## Сюжет
Роман розповідає про життя кількох молодих людей, які залишили свої університетські професії для виконання робіт нижчого рівня, які дозволяють їм вижити в суспільстві, де соціальні та моральні цінності були знищені в результаті економічної катастрофи, спровокованої урядом Фіделя Кастро.
Попри соціально-політичний характер, події роману описуються у майже готичному середовищі, далекому від памфлетеру пізніших робіт з цього питання, написаних іншими авторами. Головна героїня Клаудія — молода випускниця Історії мистецтва, економічні негаразди змуили її займатися проституцією — здатна бачення минуле та спілкуватися з трьома духами, які приходять до неї в певні моменти життя, щоб попередити, погрожувати або дати вказівки щодо її поведінки. Кожна з цих трьох сутностей представляє спадщину етнічних груп, які утворюють кубинську націю, що вносить сильний елемент роздумів про кубинську соціальну психологію і водночас про збереження духовності в людській свідомості.
Емфатична магічно-духовна складова, надзвичайно поетична проза, досконала структура, а також гострий психологічний та соціальний аналіз кубинського суспільства 1990-х зробили роман фундаментальною роботою сучасної кубинської літератури. «Чоловік, жінка і голод» входить до навчальних програм, а також є предметом численних докторських дисертацій в десятках університетів США, в країнах Європи та Америки.
Роман присвячений Гільдеґарді Бінгенській, німецькій містичній ігумені, яка жила майже тисячу років тому, і чий дух пронизує роботу містикою.